# Sittenwidrigkeitskorrektiv
Das Sittenwidrigkeitskorrektiv beschreibt im österreichischen Recht die beschränkende Wirkung der „guten Sitten“ auf eine gegebene Einwilligung.

## Disponibilität der Rechtsgüter
Generell ist zwischen disponiblen (verfügbaren) und nicht disponiblen (nicht verfügbaren) Rechtsgütern zu unterscheiden. Während man über das Rechtsgut der eigenen körperlichen Unversehrtheit per Willenserklärung selbst verfügt werden kann (z. B. im Rahmen von medizinischen Eingriffen), kann über das Rechtsgut des eigenen Lebens nicht verfügt werden, auch wenn dieses höchstpersönlicher Natur ist. Die Unmöglichkeit der Verfügung über das Rechtsgut des eigenen Lebens spiegelt sich direkt in der Strafbarkeit der „Tötung auf Verlangen“ und der „Beihilfe zur Selbsttötung“ wider.
Bei disponiblen Rechtsgütern soll der Eingriff in ein persönliches Rechtsgut durch einen Dritten grundsätzlich dann straffrei sein, wenn der Rechtsgutträger seine Einwilligung zum Eingriff erteilt hat. So verletzt beispielsweise das Stechen eines Piercing das Rechtsgut der körperlichen Unversehrtheit und erfüllt grundsätzlich den objektiven Tatbestand der Körperverletzung. Durch Einwilligung des Gepiercten vor der Ausführung (Koinzidenzprinzip), liegt jedoch eine Rechtfertigung für diese grundsätzlich strafbare Handlung vor.

## Eingriffswirkung derGuten Sitten

### Eingriffswirkung im Strafrecht
Der Eingriff in ein Rechtsgut ist grundsätzlich straffrei, wenn dieser mit der Einwilligung des Rechtsgutträgers stattfindet. Bei Eingriffen, welche besonders weitreichende oder schwere Auswirkungen zur Folge haben, wird in die durch den Rechtsgutträger gegebene Einwilligung durch die guten Sitten dahingehend korrektiv eingegriffen, als dass die Einwilligung für nichtig erklärt wird. Das Sittenwidrigkeitskorrektiv lehnt demnach die Disponibilität eines Rechtsgutes im konkreten Einzelfall ab. Im konkreten Einzelfall entscheidend ist der Beweggrund des Rechtsgutträgers sowie das verfolgte Ziel. So verstößt beispielsweise die Einwilligung in eine Körperverletzung zum Zweck eines Versicherungsbetruges (= Beweggrund) gegen die guten Sitten und ist daher nichtig.
Im österreichischen Strafgesetzbuch findet sich ein Beispiel für das Sittenwidrigkeitskorrektiv in § 90 StGB, wo festgelegt wird, dass eine Körperverletzung nicht rechtswidrig ist, wenn der Betroffene in sie einwilligt und die Verletzung selbst „nicht gegen die guten Sitten verstößt“. Im deutschen Strafgesetzbuch findet sich die gleiche Regelung in § 228 StGB wo steht, dass eine „Körperverletzung mit Einwilligung der verletzten Person [...] nur dann rechtswidrig“ ist, „wenn die Tat trotz der Einwilligung gegen die guten Sitten verstößt“.

### Eingriffswirkung im Zivilrecht
Nach § 879 des Allgemeinen bürgerlichen Gesetzbuchs ist ein Vertrag, der gegen ein gesetzliches Verbot oder gegen die guten Sitten verstößt, nichtig. Das Sittenwidrigkeitskorrektiv greift hier in die Vertragsfreiheit ein. Daher ist es nach Ansicht des Obersten Gerichtshofs restriktiv einzusetzen. Aus einer Ungleichheit der beiderseitigen Vertragspflichten allein kann noch nicht auf eine Sittenwidrigkeit geschlossen werden. Für das Sittenwidrigkeitsurteil müssen mehrere Elemente zusammenspielen, etwa (als objektives Element) ein krasses Missverhältnis der beiderseitigen Verpflichtungen sowie (als subjektives Element) eine verdünnte Entscheidungsfreiheit auf einer Seite oder ein Ausnützen der Schwäche des Vertragspartners auf der anderen Seite („grobe Äquivalenzstörung“).